# Kuschenkino
Kuschenkino (russisch Куже́нкино) ist eine Siedlung in der Oblast Twer (Russland) mit 340 Einwohnern (Stand Zensus 2010).
Nahe von Kuschenkino ereignete sich am 23. August 2023 der Flugunfall einer Embraer Legacy 600, bei dem ein Flugzeug der Gruppe Wagner auf dem Weg von Moskau nach St. Petersburg abstürzte. An Bord befanden sich zehn Passagiere, darunter Wagner-Anführer Jewgeni Prigoschin und Wagner-Gründer Dmitri Utkin.

## Bilder

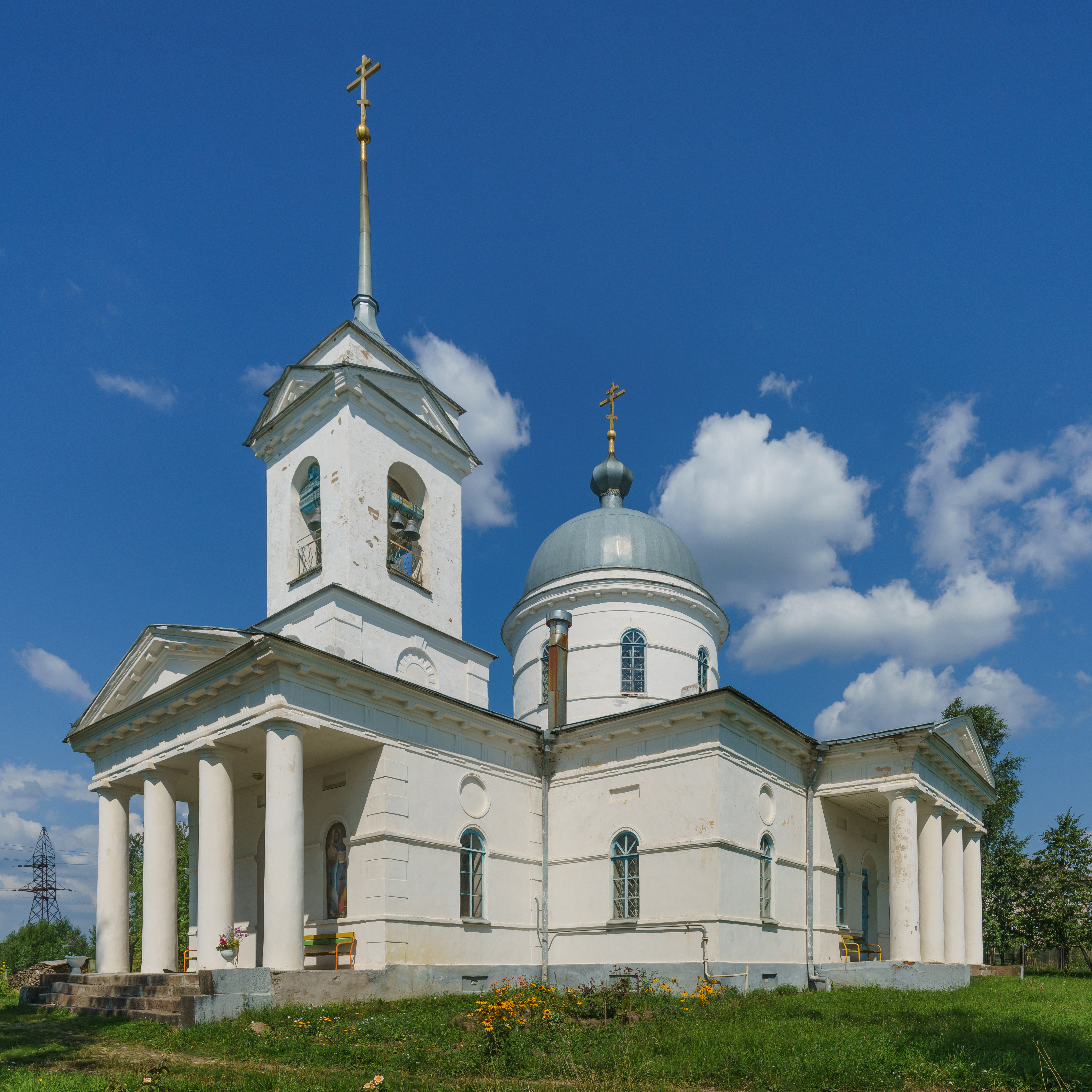
Kirche von Kuschenkino
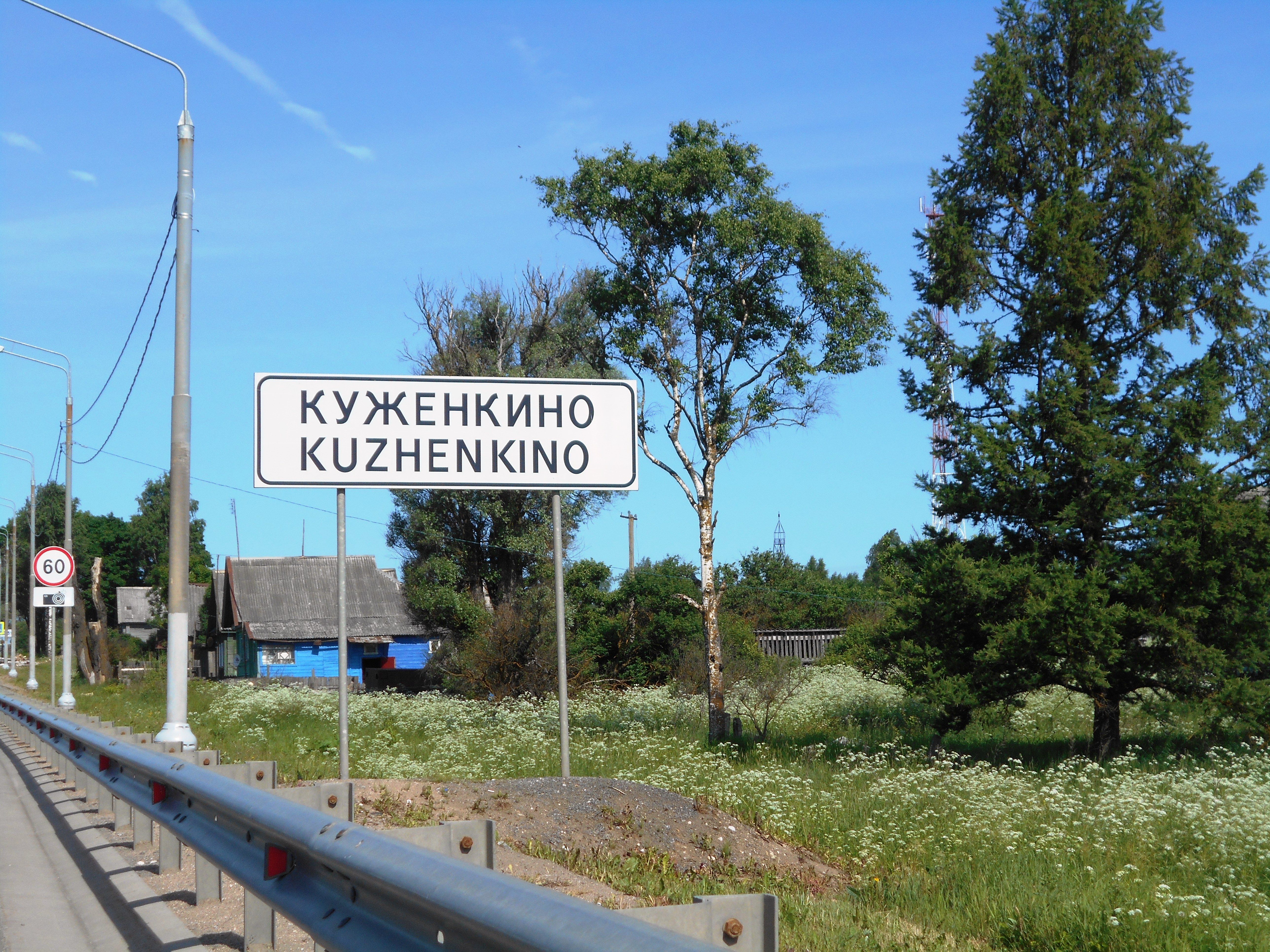
Ortsschild